# 상대고산버스
상대고산버스(上垈高山-)는 울산광역시에 위치한 마을버스 운송 업체였으며, 제일여객에 합병되었다.

## 과거 운행 노선
- 50A번(상대3주차장↔남창시장)
- 50B번(동백아파트↔남창시장)